# Piotr Jędrzejek
Piotr Jędrzejek – polski dziennikarz, prezenter telewizyjny i aktor. W latach 2010–2020 związany z Superstacją (jeden z prowadzących Informacje dnia), w latach 2013–2016 z Polskim Radiem, w latach 2016–2017 ze stacją Radio Zet Gold, a przez kolejnych siedem lat z jej następcą, stacją Meloradio, gdzie prowadził autorską audycję „Całe szczęście” oraz „#7 minut na gości”, w latach 2020–2024 z Polsatem (jeden z prowadzących Wydarzenia), a od 2024 związany zawodowo z TVP, gdzie jest prezenterem Panoramy oraz prowadzącym programy publicystyczne w TVP Info.
Autor zagranicznych reportaży „Wrzesień 2001” (rozmowa ze Stanleyem Praimnathem, uratowanym z płonącej wieży World Trade Center po zamachu z 11 września 2001) oraz „Konklawe” (relacja z wyboru papieża Franciszka). W 2024 jeden z prowadzących wieczór wyborczy w telewizji.

## Życiorys
Urodził się 26 lipca 1980 roku. W 2003 roku ukończył studia na Wydziale Aktorskim PWST w Krakowie. W latach 2006–2008 był aktorem w Teatrze im. Ludwika Solskiego w Tarnowie.

## Filmografia
Piotr Jędrzejek znalazł się w obsadzie kilku filmów oraz występował gościnnie w wielu serialach:
Seriale:
- Samo życie, jako klient restauracji
- Kryminalni, jako Robert Michalak
- Wydział zabójstw, jako Rafał Walesiak, brat Tomka
- Teraz albo nigdy!, jako szef sali
- M jak miłość, jako adwokat Grażyny
- Na dobre i na złe, jako adwokat
- Przyjaciółki, jako dziennikarz Polsat News

Filmy:
- Na cz@tach, jako Adam
- Pan Bruno

Spektakle telewizyjne:
- Maestro

## Życie prywatne
Były członek Zespołu Pieśni i Tańca AGH „Krakus”.